# 芒特喬伊 (伊利諾伊州)
芒特喬伊（英語：Mountjoy）是位於美國伊利諾伊州洛根縣的一個非建制地區。該地的面積和人口皆未知。

## 地理
芒特喬伊的座標為40°17′12″N 89°16′55″W / 40.28667°N 89.28194°W，而該地的平均海拔高度為221米（即725英尺）。